# Stefan Tarczyński
Stefan Szymon Tarczyński (ur. 18 lipca 1919 w Warszawie, zm. 24 marca 2002 tamże) – polski lekarz weterynarii parazytolog, prof. dr. hab. Akademii Rolniczo-Technicznej (Uniwersytet Warmińsko-Mazurski w Olsztynie), założyciel Wydziału Medycyny Weterynaryjnej, doktor honoris causa tej uczelni.

## Życiorys

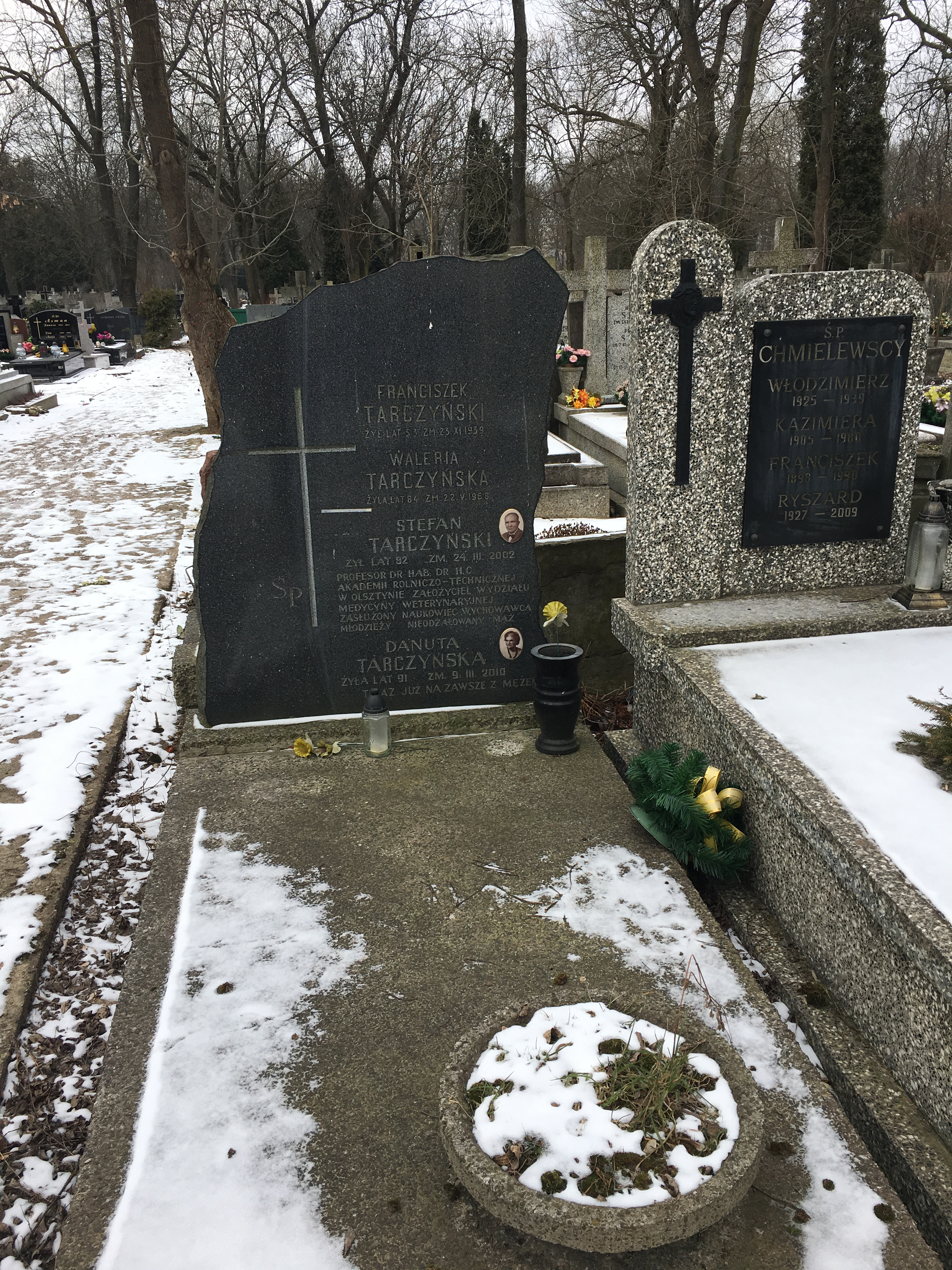
Grób Stefana Tarczyńskiego na cmentarzu Bródnowskim w Warszawie

W 1937 ukończył I Miejskie Gimnazjum Męskie im. gen. Józefa Sowińskiego w Warszawie, w 1938 rozpoczął studia weterynaryjne, które przerwał wybuch II wojny światowej.
Podczas okupacji, w latach 1942–1943 pracował w Państwowym Zakładzie Higieny w Warszawie na Oddziale Tyfusu Plamistego. 20 października 1943 został aresztowany i uwięziony na Pawiaku, z którego został zwolniony 27 stycznia 1944. Był prawdopodobnie związany z Narodowymi Siłami Zbrojnymi.
Po zakończeniu wojny kontynuował naukę na Uniwersytecie Warszawskim, który ukończył w 1950. W latach 1946–1951 był asystentem, a następnie starszym asystentem. Od 1952 do 1961 pracował naukowo w Katedrze Fizjologii Zwierząt i Higieny Weterynaryjnej, w Zakładzie Zoohigieny Szkoły Głównej Gospodarstwa Wiejskiego. W 1956 obronił doktorat i uzyskał stopień doktora nauk biologicznych. W 1961 przeniósł się do Wyższej Szkoły Rolniczej w Olsztynie przyjmując obowiązki kierownika Katedry Weterynarii, rok później uzyskał stopień doktora habilitowanego. W kwietniu 1963 otrzymał stanowisko docenta i nominację na kierownika Katedry Weterynarii. W 1967 objął stanowisko kierownika Katedry Parazytologii i Chorób Inwazyjnych Wydziału Weterynaryjnego WSR w Olsztynie, od 1 września 1967 stanął na czele nowo powstałego Wydziału Medycyny Weterynaryjnej. W 1968 roku otrzymał tytuł profesora nadzwyczajnego, a w 1976 uzyskał stopień profesora zwyczajnego. Od 1969 do 1975 piastował funkcję prorektora WSR ds. dydaktyczno-wychowawczych. 1 października 1989 przeszedł na emeryturę.
Zmarł w Warszawie, pochowany 27 marca 2002 na cmentarzu Bródnowskim (kwatera 112P-1-1).
Instytut Pamięci Narodowej ustalił, że w okresie 1967–1975 Stefan Tarczyński pełnił rolę kontaktu operacyjnego kontrwywiadu Służb Bezpieczeństwa o pseudonimie „Turysta”.

## Publikacje naukowe
Stefan Tarczyński był autorem licznych prac naukowych i publikacji, m.in.:
- Robaki pasożytnicze i wywołane przez nie robaczyce świń (autor, 1959)
- Zarys parazytologii systematycznej (autor)
- Historia weterynarii i deontologia (współautor)
- Zarys historii polskiej weterynarii z podstawami deontologii (praca zbiorowa pod redakcją Stefana Tarczyńskiego)
- Pasożyty zewnętrzne: ich biologia oraz znaczenie dla zdrowia i gospodarki człowieka (autor)
- Pasożyty wewnętrzne ludzi i zwierząt (autor)
- Choroby bydła (współautor)

## Ordery i odznaczenia
- Krzyż Oficerski Orderu Odrodzenia Polski
- Krzyż Kawalerski Orderu Odrodzenia Polski (1986)
- Medal 40-lecia Polski Ludowej (1984)
- Medal 10-lecia Polski Ludowej (19 stycznia 1955)[7]
- Medal Komisji Edukacji Narodowej
- Medal „Za zasługi dla woj. ostrołęckiego” (1980)
- Medal im. Konstantego Janickiego (1991)
- Medal Pro Scentia Veterinaria Polona
- Medal Auctori Excellenti Libri ad Veterinarias Scientias Pertinentis (1987)
- Medal Honorowy Bene de Veterinaria Meritus (1995)
- Medal 20-lecia Wydziału Weterynaryjnego (1986)
- Odznaka tytułu honorowego „Zasłużony Nauczyciel PRL”
- Złota Odznaka Polskiego Towarzystwa Przyrodników im. Mikołaja Kopernika (1980)
- Złota Odznaka Polskiego Stowarzyszenia Filmu Naukowego (1976)[8]